# Diagrama Gantt

O diagramă Gantt care prezintă trei tipuri de dependențe de program (roşu) și indicații complete de procente.

Diagrama Gantt este o diagramă cu bare orizontale care ilustrează activitățile dintr-un proiect, desfășurate în timp, indicând timpii de începere și respectiv de finalizare, precum și durata acestor activități. În diagramă pot fi menționate și persoanele responsabile pentru activități. Diagrama este denumită după numele lui Henry L. Gantt (1861-1919), inginer mecanic și consultant în management, care a proiectat/conceput acest grafic între anii 1910-1915, în scopul programării producției la o firmă din SUA. Henry L. Grantt este cunoscut mai ales în dezvoltarea managementului științific , cunoscut și ca Taylorism.
Diagrama Gantt este un instrument frecvent utilizat în managementul proiectelor.

## Situații de utilizare
Cazurile când se utilizează acest tip de diagramă sunt următoarele:
- pentru planificarea sau monitorizarea activităților dintr-un proiect de cercetare, pentru lucrări de construcție etc.;
- pentru a prezenta altor persoane planul sau starea unui proiect;
- atunci când se cunosc etapele unui proiect sau proces, în privința succesiunii și duratei acestora;
- în situația în care nu este necesar să se specifice ce activități sau procese depind de terminarea unora anterioare.[1]

## Procedura de întocmire a diagramei Gantt
Se pot enunța următorii pași de construire a diagramei Gantt:
1. Se formulează activitățile care trebuie realizate pentru a executa proiectul. De asemenea, se identifică jaloane-cheie în proiect. Acest lucru se poate realiza prin brainstorming sau printr-o diagramă de proces, prin storyboard sau printr-o diagramă PERT (Tehnică de evaluare și analiză a programelor). Relațiile de dependență între activități sunt mai clare în diagrama PERT, însă diagrama Gantt ușurează vizualizarea progresului desfășurării proiectului. Se identifică durata necesară pentru fiecare activitate. În final se stabilește succesiunea activităților: care activități trebuie terminate înainte ca altele să înceapă, ce activități pot fi realizate simultan etc.
2. Se desenează o axă orizontală a timpului în partea superioară a paginii. Se alege unitatea de timp adecvată: zile, săptămâni sau luni, cu diviziuni egale ale unității de timp.
3. În partea stângă a paginii se notează succesiv, pe verticală, fiecare activitate în ordinea cronologică a efectuării și jaloanele proiectului. Prin jalon (engleză milestone) se înțelege un eveniment semnificativ în desfășurarea proiectului, de obicei terminarea unei activități majore. Pentru evenimentele care au loc punctual (cum ar fi o prezentare a planului proiectului, pe o durată relativ scurtă de timp), se desenează un romb în dreptul zilei sau săptămânii în care trebuie să aibă loc. În cazul unor activități cu durată mai mare se desenează o bară de-a lungul intervalului de timp necesar. Se desenează numai contururile barelor și romburilor, fără să fie umplute deocamdată.
4. Pe măsură ce activitățile sau procesele au loc se umplu romburile și barele, pentru a indica finalizarea activităților. În cazul unor activități în curs de desfășurare, se estimează cât s-a parcurs din  acestea și se umple cantitatea corespunzătoare din bară.
Pe diagramă (în partea inferioară a paginii) se poate utiliza un semn vertical de marcare, pentru a identifica data curentă în care ne aflăm pe axa timpului.
În prezent există programe informatice care facilitează construirea și actualizarea diagramei. Acestea pot construi cu ușurință o diagramă Gantt și o diagramă PERT pentru aceleași date, asigurând sincronizarea dintre acestea pe măsură ce proiectul avansează și se realizează actualizări.
O prezentare largă a diagramei Gantt ca instrument de management a fost făcută în lucrarea timpurie a lui Wallace Clark (1923)

### Diagrama Gantt cu legături
Diagrama cu legături conține linii care indică dependențele temporale dintre activități. În imaginea utilizată în acest articol, legăturile dintre activități sunt trasate cu linii roșii.